# Černožice
Černožice – gmina w Czechach, w powiecie Hradec Králové, w kraju hradeckim. Według danych z dnia 1 stycznia 2013 liczyła 1 178 mieszkańców.